# Nemateleotris helfrichi
Nemateleotris helfrichi Randall & Allen, 1973 è un pesce marino appartenente alla famiglia Microdesmidae e alla sottofamiglia Ptereleotrinae.

## Distribuzione e habitat
Il suo areale si estende dalla Polinesia Francese e isole Tuamotu alle Ryūkyū; è assente alle Hawaii e isole Pitcairn. Vive tra i 25 e i 90 m di profondità sia su fondali rocciosi che su fondali sabbiosi e ricchi di detriti, ma è più comune al di sotto dei 40.

## Descrizione
Presenta un corpo allungato dalla colorazione che varia dal viola al color lavanda, e non supera i 6 cm. La pinna caudale è tronca e ha un colore pallido. I primi due raggi della prima pinna dorsale sono molto più allungati dei seguenti, ma non quanto in Nemateleotris magnifica; la seconda pinna dorsale e la pinna anale sono basse e lunghe. Può presentare un'area gialla sulla testa. È facilmente distinguibile dalle altre specie del genere Nemateleotris grazie alla colorazione caratteristica.

## Biologia

### Comportamento
Come le altre specie del genere Nemateleotris, agita le pinne pelviche e la prima pinna dorsale per dare un segnale d'allarme.

### Alimentazione
Si nutre di zooplancton.

### Parassiti
Può presentare il copepode parassita Serpentisaccus magnificus.

### Riproduzione
Forma coppie ed è monogamo; il maschio sorveglia le uova.

## Conservazione
N. helfrichi è meno comune delle altre specie di Nemateleotris nell'acquariofilia, ma comunque molto ricercata; la lista rossa IUCN la classifica come "a rischio minimo" (LC) nonostante questo perché è una specie dall'areale ampio che si sovrappone a diverse aree marine protette.